# 莫戈约诺克市镇
莫戈约诺克市镇（俄语：Муниципальное образование «Могоёнок»）是俄罗斯联邦伊尔库茨克州阿拉尔区所属的一个市镇。其下辖有6个居民点，行政中心为莫戈约诺克。据2016年统计，该市镇的人口为993人。